# 巴利亚多利德大学
巴利亚多利德大学（西班牙語：Universidad de Valladolid），为西班牙巴利亚多利德省巴利亚多利德市的一所公立大学。2014年在校生23,468人，教师2618人。巴利亚多利德大学成立于1241年，由卡斯蒂利亚国王阿方索八世创建。